# Hoya taytayensis
Hoya taytayensis är en oleanderväxtart som beskrevs av Kloppenb. och Siar. Hoya taytayensis ingår i släktet Hoya och familjen oleanderväxter. Inga underarter finns listade i Catalogue of Life.